# Tunesië op de Olympische Zomerspelen 2024
Tunesië nam deel aan de Olympische Zomerspelen 2024 in Parijs, Frankrijk.

## Medailleoverzicht
| Medaille | Naam                    | Sport     | Onderdeel                | Datum      |
| -------- | ----------------------- | --------- | ------------------------ | ---------- |
| Goud     | Firas Katoussi          | Taekwondo | Middengewicht -80 kg (m) | 9 augustus |
|          |                         |           |                          |            |
| Zilver   | Farès Ferjani           | Schermen  | Sabel (m)                | 27 juli    |
|          |                         |           |                          |            |
| Brons    | Mohamed Khalil Jendoubi | Taekwondo | Vlieggewicht -58 kg (m)  | 7 augustus |

## Aantal deelnemers
Hieronder volgt een overzicht van de atleten die deelnamen aan de Olympische Zomerspelen van 2024.
| Sport         | Mannen | Vrouwen | Totaal |
| ------------- | ------ | ------- | ------ |
| Atletiek      | 2      | 1       | 3      |
| Boksen        | 0      | 1       | 1      |
| Boogschieten  | 0      | 1       | 1      |
| Gewichtheffen | 1      | 0       | 1      |
| Judo          | 0      | 2       | 2      |
| Kanovaren     | 2      | 0       | 2      |
| Roeien        | 1      | 2       | 3      |
| Schermen      | 1      | 1       | 2      |
| Schietsport   | 0      | 1       | 1      |
| Taekwondo     | 2      | 2       | 4      |
| Tennis        | 1      | 0       | 1      |
| Worstelen     | 2      | 2       | 4      |
| Zwemmen       | 1      | 1       | 2      |
| Totaal        | 13     | 14      | 27     |

## Deelnemers en resultaten

### Atletiek

#### Loopnummers
Mannen
| atleet                | onderdeel           | series     | series | herkansingen | herkansingen | halve finale | halve finale | finale     | finale |
| atleet                | onderdeel           | tijd       | rang   | tijd         | rang         | tijd         | rang         | tijd       | rang   |
| --------------------- | ------------------- | ---------- | ------ | ------------ | ------------ | ------------ | ------------ | ---------- | ------ |
| Ahmed Jaziri          | 3000 m steeplechase | 8.13,33 SB | 5 Q    | n.v.t.       | n.v.t.       | n.v.t.       | n.v.t.       | 8.08,02 PB | 5      |
| Mohamed Amin Jhinaoui | 3000 m steeplechase | 8.25,24    | 4 Q    | n.v.t.       | n.v.t.       | n.v.t.       | n.v.t.       | 8.07,73 NR | 4      |

Vrouwen
| atlete          | onderdeel           | series     | series | herkansingen | herkansingen | halve finale | halve finale | finale         | finale         |
| atlete          | onderdeel           | tijd       | rang   | tijd         | rang         | tijd         | rang         | tijd           | rang           |
| --------------- | ------------------- | ---------- | ------ | ------------ | ------------ | ------------ | ------------ | -------------- | -------------- |
| Marwa Bouzayani | 3000 m steeplechase | 9.10,91 PB | 6      | n.v.t.       | n.v.t.       | n.v.t.       | n.v.t.       | niet geplaatst | niet geplaatst |

### Boksen
Vrouwen
| atlete         | onderdeel    | eerste ronde         | tweede ronde         | kwartfinale          | halve finale         | finale               | rang           |
| atlete         | onderdeel    | tegenstander uitslag | tegenstander uitslag | tegenstander uitslag | tegenstander uitslag | tegenstander uitslag | rang           |
| -------------- | ------------ | -------------------- | -------------------- | -------------------- | -------------------- | -------------------- | -------------- |
| Khouloud Hlimi | vedergewicht | bye                  | Yıldız V 0 - 5       | niet geplaatst       | niet geplaatst       | niet geplaatst       | niet geplaatst |

### Boogschieten
Vrouwen
| atleet        | onderdeel   | plaatsingsronde | plaatsingsronde | eerste ronde         | tweede ronde         | derde ronde          | kwartfinale          | halve finale         | finale / BM          | finale / BM    |
| atleet        | onderdeel   | score           | rang            | tegenstander uitslag | tegenstander uitslag | tegenstander uitslag | tegenstander uitslag | tegenstander uitslag | tegenstander uitslag | rang           |
| ------------- | ----------- | --------------- | --------------- | -------------------- | -------------------- | -------------------- | -------------------- | -------------------- | -------------------- | -------------- |
| Rihab Elwalid | individueel | 593             | 62              | Yang X V 3 - 7       | niet geplaatst       | niet geplaatst       | niet geplaatst       | niet geplaatst       | niet geplaatst       | niet geplaatst |

### Gewichtheffen
Mannen
| atleet         | onderdeel | trekken | trekken | stoten | stoten | totaal | rang |
| atleet         | onderdeel | score   | rang    | score  | rang   | totaal | rang |
| -------------- | --------- | ------- | ------- | ------ | ------ | ------ | ---- |
| Karem Ben Hnia | -73 kg    | 149     | 8       | 181    | 8      | 330    | 8    |

### Judo
Vrouwen
| atlete          | onderdeel | eerste ronde         | tweede ronde         | derde ronde          | kwartfinale          | halve finale         | herkansing           | finale / BM          | finale / BM    |
| atlete          | onderdeel | tegenstander uitslag | tegenstander uitslag | tegenstander uitslag | tegenstander uitslag | tegenstander uitslag | tegenstander uitslag | tegenstander uitslag | rang           |
| --------------- | --------- | -------------------- | -------------------- | -------------------- | -------------------- | -------------------- | -------------------- | -------------------- | -------------- |
| Oumaima Bedioui | −48 kg    | bye                  | Hoàng W 01 - 00      | Boukli V 00 - 10     | niet geplaatst       | niet geplaatst       | niet geplaatst       | niet geplaatst       | niet geplaatst |
| Sarra Mzougui   | +78 kg    | n.v.t.               | Nunes V 00 - 10      | niet geplaatst       | niet geplaatst       | niet geplaatst       | niet geplaatst       | niet geplaatst       | niet geplaatst |

### Kanovaren

#### Kayak Cross
| atleet      | onderdeel | tijdrit | tijdrit | ronde 1 | herkansingen | series | kwartfinale    | halve finale   | finale         | finale |
| atleet      | onderdeel | tijd    | rang    | rang    | rang         | rang   | rang           | rang           | rang           | rang   |
| ----------- | --------- | ------- | ------- | ------- | ------------ | ------ | -------------- | -------------- | -------------- | ------ |
| Salim Jemai | mannen    | 68.91   | 12      | 2 Q     | bye          | 3      | niet geplaatst | niet geplaatst | niet geplaatst | 18     |

#### Slalom
Mannen
| atleet      | onderdeel  | series | series | series | series | series    | series | halve finale | halve finale | finale         | finale         |
| atleet      | onderdeel  | run 1  | rang   | run 2  | rang   | beste run | rang   | tijd         | rang         | tijd           | rang           |
| ----------- | ---------- | ------ | ------ | ------ | ------ | --------- | ------ | ------------ | ------------ | -------------- | -------------- |
| Salim Jemai | K-1 slalom | 101,11 | 19     | 90,03  | 11     | 90,03     | 17 Q   | 106,68       | 17           | niet geplaatst | niet geplaatst |

#### Sprint
Mannen
| atlete            | onderdeel  | series  | series | kwartfinale | kwartfinale | halve finale   | halve finale   | finale         | finale         |
| atlete            | onderdeel  | tijd    | rang   | tijd        | rang        | tijd           | rang           | tijd           | rang           |
| ----------------- | ---------- | ------- | ------ | ----------- | ----------- | -------------- | -------------- | -------------- | -------------- |
| Ghailene Khattali | C-1 1000 m | 4.23,05 | 5 KF   | 4.28,44     | 5           | niet geplaatst | niet geplaatst | niet geplaatst | niet geplaatst |

### Roeien
Mannen
| atleet        | onderdeel | series  | series | herkansingen | herkansingen | kwartfinale    | kwartfinale    | halve finale | halve finale | finale  | finale |
| atleet        | onderdeel | tijd    | rang   | tijd         | rang         | tijd           | rang           | tijd         | rang         | tijd    | rang   |
| ------------- | --------- | ------- | ------ | ------------ | ------------ | -------------- | -------------- | ------------ | ------------ | ------- | ------ |
| Mohamed Taieb | skiff     | 7.10,13 | 5 H    | 7.11,57      | 3 HE/F       | niet geplaatst | niet geplaatst | 7.29,64      | 2 FE         | 7.00,31 | 26     |

Vrouwen
| atleet                       | onderdeel          | series  | series | herkansingen | herkansingen | kwartfinale | kwartfinale | halve finale | halve finale | finale  | finale |
| atleet                       | onderdeel          | tijd    | rang   | tijd         | rang         | tijd        | rang        | tijd         | rang         | tijd    | rang   |
| ---------------------------- | ------------------ | ------- | ------ | ------------ | ------------ | ----------- | ----------- | ------------ | ------------ | ------- | ------ |
| Selma Dhaouadi Khadija Krimi | lichte dubbel-twee | 7.31,19 | 5 H    | 7.25,21      | 3 HA/B       | n.v.t.      | n.v.t.      | 7.26,39      | 6 FB         | 7.21,65 | 11     |

Legenda: FA=finale A (medailles); FB=finale B (geen medailles); FC=finale C (geen medailles); FD=finale D (geen medailles); FE=finale E (geen medailles); FF=finale F (geen medailles); HA/B=halve finale A/B; HC/D=halve finale C/D; HE/F=halve finale E/F; KF=kwartfinale; H=herkansing

### Schermen
Mannen
| atleet        | onderdeel | eerste ronde         | tweede ronde         | derde ronde          | kwartfinale          | halve finale         | finale / BM          | finale / BM |
| atleet        | onderdeel | tegenstander uitslag | tegenstander uitslag | tegenstander uitslag | tegenstander uitslag | tegenstander uitslag | tegenstander uitslag | rang        |
| ------------- | --------- | -------------------- | -------------------- | -------------------- | -------------------- | -------------------- | -------------------- | ----------- |
| Farès Ferjani | sabel     | bye                  | Gu B-g W 15 - 8      | Gémesi W 15 - 14     | Shen C W 15 - 14     | El-Sissy W 15 - 11   | Oh S-u V 15 - 11     | Zilver      |

Vrouwen
| atleet           | onderdeel | eerste ronde         | tweede ronde         | derde ronde          | kwartfinale          | halve finale         | finale / BM          | finale / BM    |
| atleet           | onderdeel | tegenstander uitslag | tegenstander uitslag | tegenstander uitslag | tegenstander uitslag | tegenstander uitslag | tegenstander uitslag | rang           |
| ---------------- | --------- | -------------------- | -------------------- | -------------------- | -------------------- | -------------------- | -------------------- | -------------- |
| Yasmine Daghfous | sabel     | Kehli W 15 - 12      | Balzer V 15 - 9      | niet geplaatst       | niet geplaatst       | niet geplaatst       | niet geplaatst       | niet geplaatst |

### Schietsport
Vrouwen
| atlete      | onderdeel         | kwalificaties | kwalificaties | finale         | finale         |
| atlete      | onderdeel         | punten        | rang          | punten         | rang           |
| ----------- | ----------------- | ------------- | ------------- | -------------- | -------------- |
| Olfa Charni | 10 m luchtpistool | 565           | 34            | niet geplaatst | niet geplaatst |

### Taekwondo
Mannen
| atleet                  | onderdeel | kwalificatie         | eerste ronde                  | kwartfinale              | halve finale                 | herkansing           | finale / BM                    | finale / BM |
| atleet                  | onderdeel | tegenstander uitslag | tegenstander uitslag          | tegenstander uitslag     | tegenstander uitslag         | tegenstander uitslag | tegenstander uitslag           | rang        |
| ----------------------- | --------- | -------------------- | ----------------------------- | ------------------------ | ---------------------------- | -------------------- | ------------------------------ | ----------- |
| Mohamed Khalil Jendoubi | -58 kg    | bye                  | Korneev W 2 - 0 (5-3, 9-3)    | Lewis W 2 - 0 (7-4, 6-3) | Park T-j V 0 - 2 (2-6, 6-13) | bye                  | Vicente W 2 - 0 (11-3, 13-2)   | Brons       |
| Firas Katoussi          | -80 kg    | bye                  | Sejranovic W 2 - 0 (4-0, 7-1) | Hrnic W 2 - 0 (0-0, 6-0) | Nickolas W 2 - 0 (0-0, 2-2)  | bye                  | Barkhordari W 2 - 0 (4-2, 5-1) | Goud        |

Vrouwen
| atleet       | onderdeel | kwalificatie         | eerste ronde                   | kwartfinale                       | halve finale         | herkansing                  | finale / BM          | finale / BM    |
| atleet       | onderdeel | tegenstander uitslag | tegenstander uitslag           | tegenstander uitslag              | tegenstander uitslag | tegenstander uitslag        | tegenstander uitslag | rang           |
| ------------ | --------- | -------------------- | ------------------------------ | --------------------------------- | -------------------- | --------------------------- | -------------------- | -------------- |
| Ikram Dhahri | -49 kg    | bye                  | Souza W 2 - 1 (0-0, 6-3, 5-5)  | Stojković V 1 - 2 (3-3, 7-3, 4-1) | niet geplaatst       | niet geplaatst              | niet geplaatst       | niet geplaatst |
| Chaima Toumi | -57 kg    | bye                  | Dillon W 2 - 1 (0-3, 4-1, 9-2) | Kiani V 1 - 2 (2-5, 3-0, 2-3)     | bye                  | Alizadeh V 0 - 2 (2-3, 2-2) | niet geplaatst       | 5              |

### Tennis
Mannen
| atlete        | onderdeel | eerste ronde          | tweede ronde         | derde ronde          | kwartfinale          | halve finale         | finale / BM          | finale / BM    |
| atlete        | onderdeel | tegenstander uitslag  | tegenstander uitslag | tegenstander uitslag | tegenstander uitslag | tegenstander uitslag | tegenstander uitslag | rang           |
| ------------- | --------- | --------------------- | -------------------- | -------------------- | -------------------- | -------------------- | -------------------- | -------------- |
| Moez Echargui | enkelspel | Evans V 2-6, 6-4, 2-5 | niet geplaatst       | niet geplaatst       | niet geplaatst       | niet geplaatst       | niet geplaatst       | niet geplaatst |

### Worstelen

#### Grieks-Romeinse stijl
Mannen
| atleet         | onderdeel | eerste ronde         | kwartfinale          | halve finale         | herkansing           | finale / BM          | finale / BM    |
| atleet         | onderdeel | tegenstander uitslag | tegenstander uitslag | tegenstander uitslag | tegenstander uitslag | tegenstander uitslag | rang           |
| -------------- | --------- | -------------------- | -------------------- | -------------------- | -------------------- | -------------------- | -------------- |
| Souleymen Nasr | −67 kg    | Sylla V 1 - 1PP      | niet geplaatst       | niet geplaatst       | niet geplaatst       | niet geplaatst       | niet geplaatst |

#### Vrije stijl
Vrouwen
| atlete         | onderdeel | eerste ronde         | kwartfinale          | halve finale         | herkansing           | finale / BM          | finale / BM    |
| atlete         | onderdeel | tegenstander uitslag | tegenstander uitslag | tegenstander uitslag | tegenstander uitslag | tegenstander uitslag | rang           |
| -------------- | --------- | -------------------- | -------------------- | -------------------- | -------------------- | -------------------- | -------------- |
| Siwar Bousetta | −62 kg    | Bullen V 2 - 12      | niet geplaatst       | niet geplaatst       | niet geplaatst       | niet geplaatst       | niet geplaatst |
| Zaineb Sghaier | −76 kg    | Rentería V 4 - 8PP   | niet geplaatst       | niet geplaatst       | niet geplaatst       | niet geplaatst       | niet geplaatst |

### Zwemmen
Mannen
| atleet        | onderdeel             | series   | series | halve finale | halve finale | finale         | finale         |
| atleet        | onderdeel             | tijd     | rang   | tijd         | rang         | tijd           | rang           |
| ------------- | --------------------- | -------- | ------ | ------------ | ------------ | -------------- | -------------- |
| Ahmed Jaouadi | 400 m vrije slag      | 3.46,19  | 9      | n.v.t.       | n.v.t.       | niet geplaatst | niet geplaatst |
| Ahmed Jaouadi | 800 m vrije slag      | 7.42,07  | 2 Q    | n.v.t.       | n.v.t.       | 7.42,83        | 4              |
| Ahmed Jaouadi | 1500 m vrije slag     | 14.44,20 | 3 Q    | n.v.t.       | n.v.t.       | 14.43,35       | 6              |
| Ahmed Jaouadi | 10km openwaterzwemmen | n.v.t.   | n.v.t. | n.v.t.       | n.v.t.       | DNS            | DNS            |

Vrouwen
| atleet            | onderdeel        | series  | series | halve finale | halve finale | finale         | finale         |
| atleet            | onderdeel        | tijd    | rang   | tijd         | rang         | tijd           | rang           |
| ----------------- | ---------------- | ------- | ------ | ------------ | ------------ | -------------- | -------------- |
| Jamila Boulakbech | 800 m vrije slag | 9.21,38 | 16     | n.v.t.       | n.v.t.       | niet geplaatst | niet geplaatst |